# Little Apple (bài hát)
"Little Apple" là một ca khúc tiếng Trung đầu tiên của T-ara, ca khúc đánh dấu con đường Trung tiến của nhóm.

## Thông tin ca khúc
Sau thành công của ca khúc Sugar Free, T-ara tiếp tục trở lại. Lần này, nhóm quyết định tấn công thị trường Trung Quốc với đội hình bốn thành viên: Qri, Eun-jung, Hyomin và Ji-yeon.
"Little Apple" là một ca khúc nhận được nhiều sự chú ý và đứng Top 8 trong những từ khóa được tìm kiếm nhiều nhất trên web SINA (Trung Quốc). T-ara đã phát hành phiên bản tiếng Hàn/Trung "Little Apple" của nhóm nhạc Trung Chopstick Brothers với sự trợ giúp của Shinsadong Tiger. Bài hát mang lại cho người xem những giây phút vui nhộn, hấp dẫn khi các cô gái xuất hiện với bộ quần áo màu vàng lấy cảm hứng từ diễn viên nổi tiếng Lý Tiểu Long.
MV mới phát hành đã đạt được 8 triệu lượt xem chỉ trong hai ngày ra mắt trên web Todou (Trung Quốc). Trước đó, ca khúc cũng nhận thành tích 2 triệu lượt xem trong 12h. "Little Apple" đứng đầu 16 tuần trên các bảng xếp hạng và được chọn là ca khúc nổi tiếng nhất Trung Quốc 2014.

## Các phiên bản

### Phiên bản gốc
"Little Apple" (tiếng Trung: 小苹果; bính âm: Xiǎopíngguǒ) là một đĩa đơn của Chopstick Brothers (筷子兄弟), một bộ đôi giữa Vương Thái Lợi (王太利) và Tiêu Ương (肖央) đã phát hành ca khúc để quảng cáo cho bộ phim ‘’Old Boys: The Way of the Dragon’’ (老男孩之猛龙过江). Kể từ khi phát hành, nó đã nhanh chóng được nổi tiếng và được nhiều người yêu nhạc trong không gian mạng của Trung Quốc biết đến, trở thành một hiện tượng của Internet.

### Phiên bản quân đội
Bộ Quốc phòng Trung Quốc đã phát hành một video với bài hát "Little Apple" vào ngày 27 tháng 7 như là một phần của chiến dịch tuyển dụng của họ cho quân đội. Video âm nhạc của những chú lính nhảy múa cộng với một số cảnh trong các khóa đào tạo quân đội và một số những lời động viên.

### Phiên bản khác
Strawberry, May Ng và Stella Chen của RED People hay còn gọi là Amoi-Amoi đã phát hành một phiên bản cover của bài hát, bao gồm tất cả các loại trái cây khác nhau của Malaysia. Cảnh quay MV bao gồm video âm nhạc của Chopstick Brothers cũng như video âm nhạc của T-ara.
Ngoài ra ca khúc này cũng có sức ảnh hưởng lớn tại Việt Nam với một loạt ca khúc được nhiều người đặt lời Việt theo nền nhạc của bài hát này và cũng được nhiều ca sĩ Việt Nam thể hiện, có thể kể đến như bài Trái táo nhỏ (Trương Mộng Quỳnh), Nghĩa nhân Hạo Nam (Lâm Chấn Khang) hay như bài hát về Tết mang tựa đề vui nhộn Tết này vui nè do bộ ba ca sĩ Hồ Quang Hiếu, Sửu K và Jay Phan phối hợp đặt lời Việt và thể hiện

## Bảng xếp hạng
"Little Apple" đạt được vị trí cao trong các bảng xếp hạng trực tuyến chính ở Trung Quốc. Nó đạt vị trí số một trong CCTV Global Chinese Music Chart (tiếng Trung: 全球中文音乐榜) phát hành vào mỗi thứ 7. Bài hát này được gọi là một nhà bình luận như một "tẩy não bài hát", lời bài hát buộc người xem lắng nghe nó hơn và nhiều hơn nữa.

## Hoạt động quảng bá
T-ara hợp tác với Chopstick Brothers quảng bá ca khúc "Little Apple" phiên bản Hàn tại cả hai quốc gia Trung Quốc và Hàn Quốc. Cuộc họp báo được tổ chức tại một khách sạn ở Bắc Kinh về việc quảng bá tại Trung Quốc. T-ara còn ký một bản hợp đồng trị giá 5 tỷ won - tuyên bố chính thức sẽ tiến quân sang thị trường Trung Quốc.
"Little Apple" được quảng bá cùng lúc ở Hàn Quốc và Trung Quốc, ca khúc cũng có mặt trên M! Countdown, Inkigayo, The Show. Little Apple và I'm Good (ca khúc solo của Eun Jung) đã được T-ara chọn để biểu diễn trên Dream Concert 2015.

## Giải thưởng
- American Music Awards 2014: Giải thưởng bài hát Quốc tế[6]
- Mnet Asian Music Awards 2014: Nhạc yêu thích ở Trung Quốc[7]